# Logor Bučje
Logor Bučje je bio koncentracijski logor pod upravom srpskih vojnih i paravojnih snaga u selu Bučje pokraj Pakraca. 

## Povijest
Logor je postojao od kolovoza 1991. do siječnja 1992. godine, a u tome razdoblju u njemu je bilo zatočeno između 200 i 250 osoba. Većina su to bili hrvatski vojnici, ali u logoru su bili zatočeni i hrvatski civili, među njima žene i djeca. Među zatočenicima su bili i civili srpske nacionalnosti koji su se odbili priključiti srpskim paravojnim postrojbama ili koji su surađivali s Hrvatima. Najmlađem zatočeniku bilo je tek četiri godine.
Zatočenici su držani u nehumanim uvjetima, a mnogi od njih su bili izloženi sustavnom psihičkom i tjelesnom mučenju kojem je neutvrđen broj zatočenika podlegao. Dio zatočenika je razmijenjen u dvije razmjene u kolovozu i listopadu 1991. godine. U prosincu 1991. godine preostale zatočenike srpske su postrojbe premjestile u logor Stara Gradiška, a slobodu su dočekali u razmjeni izvršenoj u siječnju 1992. godine. 21 osoba još se uvijek vodi kao nestala, a izvršena je identifikacija tri zatočenika ubijena u logoru.
Za zločine počinjene u logoru pravomoćno je osuđeno šest pripadnika srpskih postrojbi.